# Експлораторий
Експлораториите са особен вид фрументарии, натоварени със задачи по обезопасяване на външната сигурност в Римската империя. Те са част от преторианската гвардия.
Експлораториите изпълняват разузнавателни функции, действайки като своеобразна външна разузнавателна служба на империята. Организирани са в легион и служат като легати, куриери, изпълнители на съдебни присъди - палачи и т.н.
Експлораториите могат да служат и цивилни, тъй като действат като шпиони.